# Strontiumformiat
Strontiumformiat ist das Strontiumsalz der Ameisensäure mit der Konstitutionsformel Sr(HCOO)2.

## Herstellung
Strontiumformiat kann durch Reaktion von Strontiumcarbonat oder Strontiumhydroxid mit Ameisensäure dargestellt werden.
{\displaystyle \mathrm {SrCO_{3}+2\ HCOOH\ \longrightarrow \ Sr(HCOO)_{2}+H_{2}O+CO_{2}\uparrow } }
{\displaystyle \mathrm {Sr(OH)_{2}+2\ HCOOH\ \longrightarrow \ Sr(HCOO)_{2}+2\ H_{2}O} }

## Eigenschaften

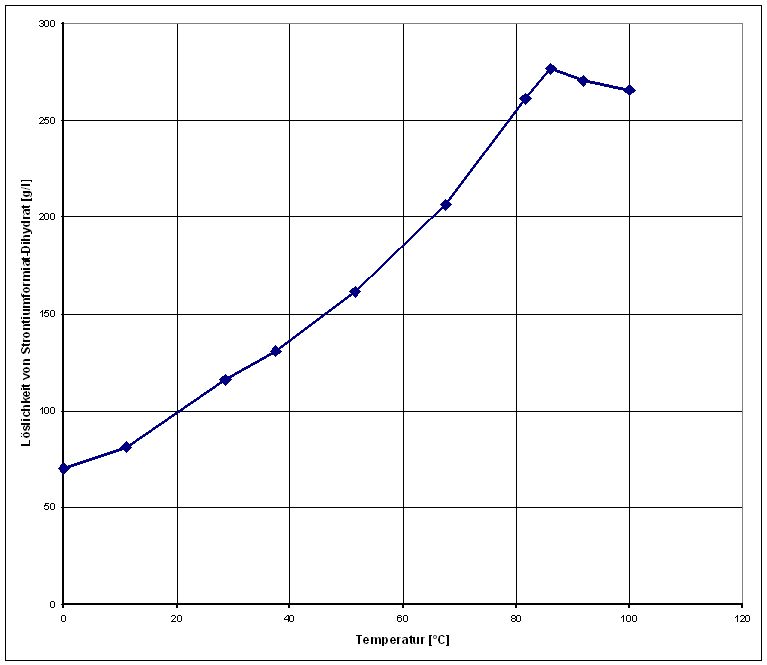
Temperaturabhängigkeit der Löslichkeit von Strontiumformiat-Dihydrat in Wasser

Strontiumformiat kristallisiert als Dihydrat im orthorhombischen Kristallsystem in der Raumgruppe P212121 (Raumgruppen-Nr. 19) und den Gitterparametern a = 730 pm, b = 1199 pm und c = 713 pm. In der Elementarzelle befinden sich vier Formeleinheiten.
Das Dihydrat gibt zwischen 50 und 150 °C sein Kristallwasser ab. Das Anhydrat kristallisiert ebenfalls im orthorhombischen Kristallsystem in der gleichen Raumgruppe wie das Dihydrat. Die Gitterparameter betragen a = 687 pm, b = 874 pm und c = 727 pm. In der Elementarzelle befinden sich ebenfalls vier Formeleinheiten.
Strontiumformiat zersetzt sich beim Erhitzen unter Bildung von Strontiumoxid.